# Lívia Mossóczy
Lívia Mossóczy, född 9 maj 1936, död 18 augusti 2017, var en ungersk före detta bordtennisspelare och världsmästare i dubbel. 
Hon spelade i två bordtennis-VM 1957 och 1959, och i två bordtennis-EM 1958 och 1960.
Under sin karriär tog hon 1 guldmedalj i bordtennis-VM tillsammans med Ágnes Simon innan hon hoppade av till Västtyskland.

## Meriter
- Bordtennis VM
  - 1957 i Stockholm
    - kvartsfinal singel
    - 1:a plats dubbel (med Ágnes Simon)
    - 4:e plats med det ungerska laget

  - 1959 i Dortmund
    - 4:e plats med det ungerska laget

- Bordtennis EM
  - 1958 i Budapest
    - 3:e plats singel
    - 2:a plats dubbel (med Éva Kóczián)
    - 3:e plats mixed dubbel

  - 1960 i Zagreb
    - kvartsfinal dubbel
    - 1:a plats med det ungerska laget (tillsammans med Éva Kóczián, Gizella Farkas, Sarolta Lukacs-Mathe)